# Большое Момоново
Большое Момоново — озеро в Узункольском районе Костанайской области Казахстана. Находится в 13 км к юго-западу от села Пресногорьковка.
По данным топографической съёмки 1959 года, площадь поверхности озера составляет 2,21 км². Наибольшая длина озера — 2,5 км, наибольшая ширина — 1,5 км. Длина береговой линии составляет 7,1 км, развитие береговой линии — 1,32. Озеро расположено на высоте 158 м над уровнем моря.
Возле водоёма разбросаны множества других озёр:  Малое Момоново, Канонерское, Пятивёрстное, озеро Татарское, Писарское, Пресное и Горькое (в черте села Пресногорьковка)